# Cosminele
Cosminele község Prahova megyében, Munténiában, Romániában.  A hozzá tartozó települések: Cosmina de Jos, Cosmina de Sus, Drăghicești és Poiana Trestiei. A községközpont Cosmina de Jos.

## Fekvése
A megye északi részén található, a megyeszékhelytől, Ploieștitől, harmincnyolc kilométerre északra.

## Története
Első írásos említése 1642-ből való. 
A 19. század végén a község Prahova megye Vărbilău járásához tartozott és Cosmina de Jos, Cosmina de Sus, Poiana Trestiei valamint Podu Ursului falvakból állt, összesen 1161 lakossal. A község tulajdonában volt egy, a 19. század utolsó harmadában épült iskola, egy-egy templom Cosmina de Jos és Cosmina de Sus falvakban valamint egy malom.
1925-ös évkönyv szerint a községnek 1654 lakosa volt. 1931-ben Podu Ursului falut Livadea községhez csatolták valamint ekkor a községet egy rövid időre Cosmina névre keresztelték. 
1950-ben közigazgatási átszervezés alapján, a Prahova-i régió Teleajen rajonjához került, majd 1952-ben a Ploiești régióhoz csatolták. 
1968-ban ismét megyerendszert vezettek be az országban, a község az újból létrehozott Prahova megye része lett.

## Lakossága
| Nemzetiségek | 2002 | 2002    |
| ------------ | ---- | ------- |
| Románok      | 1266 | 100,00% |
| Összesen     | 1266 | 100,0%  |

## Külső hivatkozások
- A település honlapja
- Adatok a településről
- 2002-es népszámlálási adatok
- tourmanager.ro
- Marele Dicționar Geografic al României